# Малкіня-Дольна
Малкіня-Дольна (пол. Małkinia Dolna) — село в Польщі, у гміні Малкіня-Ґурна Островського повіту Мазовецького воєводства.
Населення — 188 осіб (2011).
У 1975-1998 роках село належало до Остроленцького воєводства.

## Демографія
Демографічна структура станом на 31 березня 2011 року:
|          | Загалом | Допрацездатний вік | Працездатний вік | Постпрацездатний вік |
| -------- | ------- | ------------------ | ---------------- | -------------------- |
| Чоловіки | 94      | 19                 | 65               | 10                   |
| Жінки    | 94      | 21                 | 57               | 16                   |
| Разом    | 188     | 40                 | 122              | 26                   |